# Pieter Peck
Pieter Peck (Zierikzee, 16 luglio 1529 – Malines, 16 luglio 1589) è stato un giurista olandese.
Noto anche come Pierre Peck (o Peckus nella versione latinizzata), studia diritto civile e canonico all'Università di Leida. Importante giureconsulto, è tra i primi a scrivere di diritto marittimo internazionale. Su questo tema ha pubblicato l'opera Ad rem nauticam, commentario marittimo sul Digesto di Giustiniano con una seconda parte curata da un altro giurista olandese, Arnold Vinnen.